# Calephelis laverna
Calephelis laverna is een vlindersoort uit de familie van de prachtvlinders (Riodinidae), onderfamilie Riodininae.
Calephelis laverna werd in 1886 beschreven door Godman & Salvin.